# 솔쿼리언스

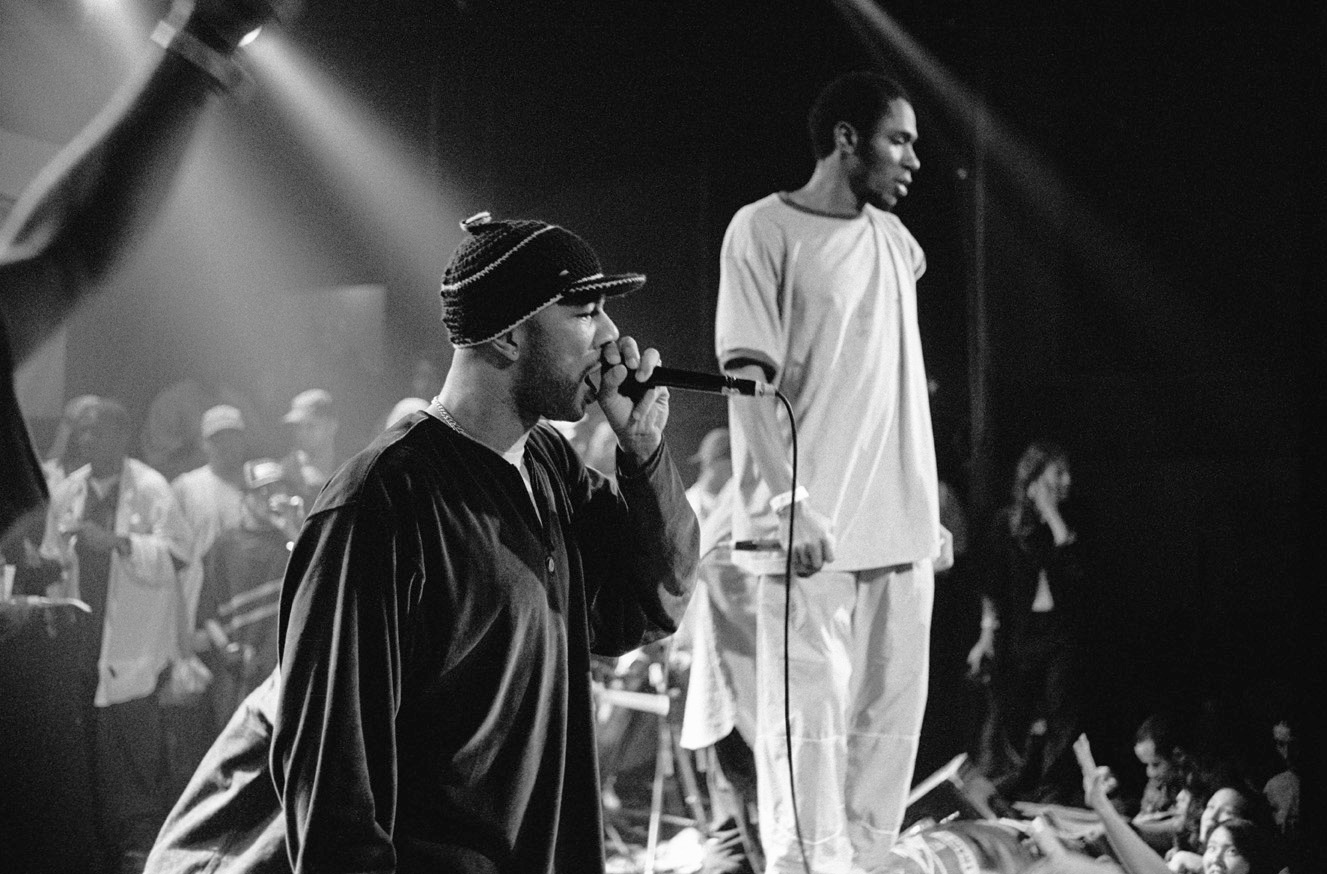
솔쿼리언스의 멤버인 코먼과 모스 데프. 1999년 촬영

솔쿼리언스(영어: Soulquarians)는 1990년대 후반부터 2000년대 초반까지 활동한 실험 흑인 음악 음악가 단체이다. 가수겸 악기 연주자 디앤절로와 드러머 겸 프로듀서 아미르 퀘스트러브 톰슨, 프로듀서 제이 딜라, 싱어송라이터 에리카 바두, 트럼펫 연주자 로이 하그로브, 키보드 연주자 제임스 포이서, 가수 빌랄, 베이시스트 피노 팔라디노, 래퍼-프로듀서 큐팁과 모스 데프, 래퍼 탈립 콸리와 코먼으로 이루어져 있었다. 밴드가 만들어지기 전, 큐팁과 코먼, 모스 데프와 탈립 콸리는 네이티브 텅스라는 단체에서 활동하였다.
단체의 멤버들은 서로의 작업물에 협업을 함께 하였으며, 주로 뉴욕의 일렉트릭 레이디 스튜디오에서 다양하면서도 새로운 녹음을 진행하였다. 힙합 밴드 더 루츠의 퀘스트러브는 루츠의 “Things for Apart”, 디앤절로의 “Voodoo”, 바두의 “Mama's Gun”, 코먼의 “Like Water for Chocolate” 등의 음반에 참여하였다.

## 구성원
- 퀘스트러브 – 드럼, 키보드, 프로듀싱, 퍼커션
- 빌랄 – 보컬
- 코먼 – 보컬
- 로이 하그로브 (사망) – 트럼펫, 플루겔호른
- 에리카 바두 – 보컬, 프로듀싱
- 디앤절로 – 보컬, 기타, 키보드, 프로듀싱
- 제임스 포이서 – 키보드, 프로듀싱
- 모스 데프 – 보컬
- 큐팁 – 보컬, 프로듀싱
- 탈립 콸리 – 보컬
- 피노 팔라디노 – 베이스
- 제이 딜라 (사망)[4] – 보컬, 프로듀싱

## 디스코그래피
| 1999                                      | 더 루츠     | Things Fall Apart        | 플래티넘 |
| 1999                                      | 모스 데프   | Black on Both Sides      | 골드     |
| 1999                                      | 큐팁        | Amplified                | 골드     |
| 2000                                      | 디앤절로    | Voodoo                   | 플래티넘 |
| 2000                                      | 코먼        | Like Water for Chocolate | 골드     |
| 2000                                      | 슬럼 빌리지 | Fantastic, Vol. 2        |          |
| 2000                                      | 에리카 바두 | Mama's Gun               | 플래티넘 |
| 2001                                      | 빌랄        | 1st Born Second          |          |
| 2002                                      | 탈립 콸리   | Quality                  | 골드     |
| 2002                                      | 더 루츠     | Phrenology               | 골드     |
| 2002                                      | 코먼        | Electric circus          |          |
| 2006*                                     | 빌랄        | Love for Sale            |          |
| (*)는 상업적 발매가 아닌 유출을 의미한다. |             |                          |          |

## 같이 보기
- 잼 세션